# Loch Langavat (sjö i Storbritannien, lat 58,40, long -6,25)
Loch Langavat är en sjö i Storbritannien.   Den ligger i kommunen Yttre Hebriderna och riksdelen Skottland, i den nordvästra delen av landet, 800 km nordväst om huvudstaden London. Loch Langavat ligger 120 meter över havet. Den ligger på ön Lewis with Harris.